# Odlo
Odlo International AG est une entreprise suisse d'équipement sportif basée à Hünenberg. Leader mondial des sous-vêtements de sports, elle possède 900 points de vente dans le monde, son chiffre d’affaires sur l’année 2008/2009 est de 144 millions de francs suisses.

## Histoire
ODLO a été créé à Oslo par Odd Roar Lofterød en 1946. Odd Roar Lofterød, champion de ski de fond du canton d’Oslo en 1933, commença par confectionner des sous-vêtements féminins en 1947. Son fils, qui faisait partie de la sélection norvégienne de jeunes patineurs  de vitesse[réf. nécessaire], lui inspira une nouvelle idée : afin d’éviter que celui-ci ait froid lors de ses entraînements, Odd Roar Lofterød mit au point un pantalon en fibres Helanca. 
À partir de ces fibres synthétiques, Lofterød conçut en 1963 une combinaison pour les skieurs de fond et les patineurs de vitesse. Dès 1964, l’équipe olympique norvégienne la portait pour les Jeux olympiques d’hiver à Innsbruck. Aux Jeux olympiques de Sapporo, en 1972, ce sont plus de 20 équipes nationales qui prirent le départ de la compétition avec des tenues ODLO. L’année suivante, la marque lança sur le marché le premier sous-vêtement de sport entièrement synthétique, ODLO Termic.
Odd Roar Junior reprit l’entreprise en 1979. Afin de se rapprocher géographiquement des différents marchés européens, ODLO transféra son siège social de la Norvège à la Suisse en 1986 pour mieux organiser sa logistique,. Un des premiers marchés fut l'Allemagne. La marque s'installe en France en 1992, à Poisy (Haute-Savoie).